# Operatie Provide Hope

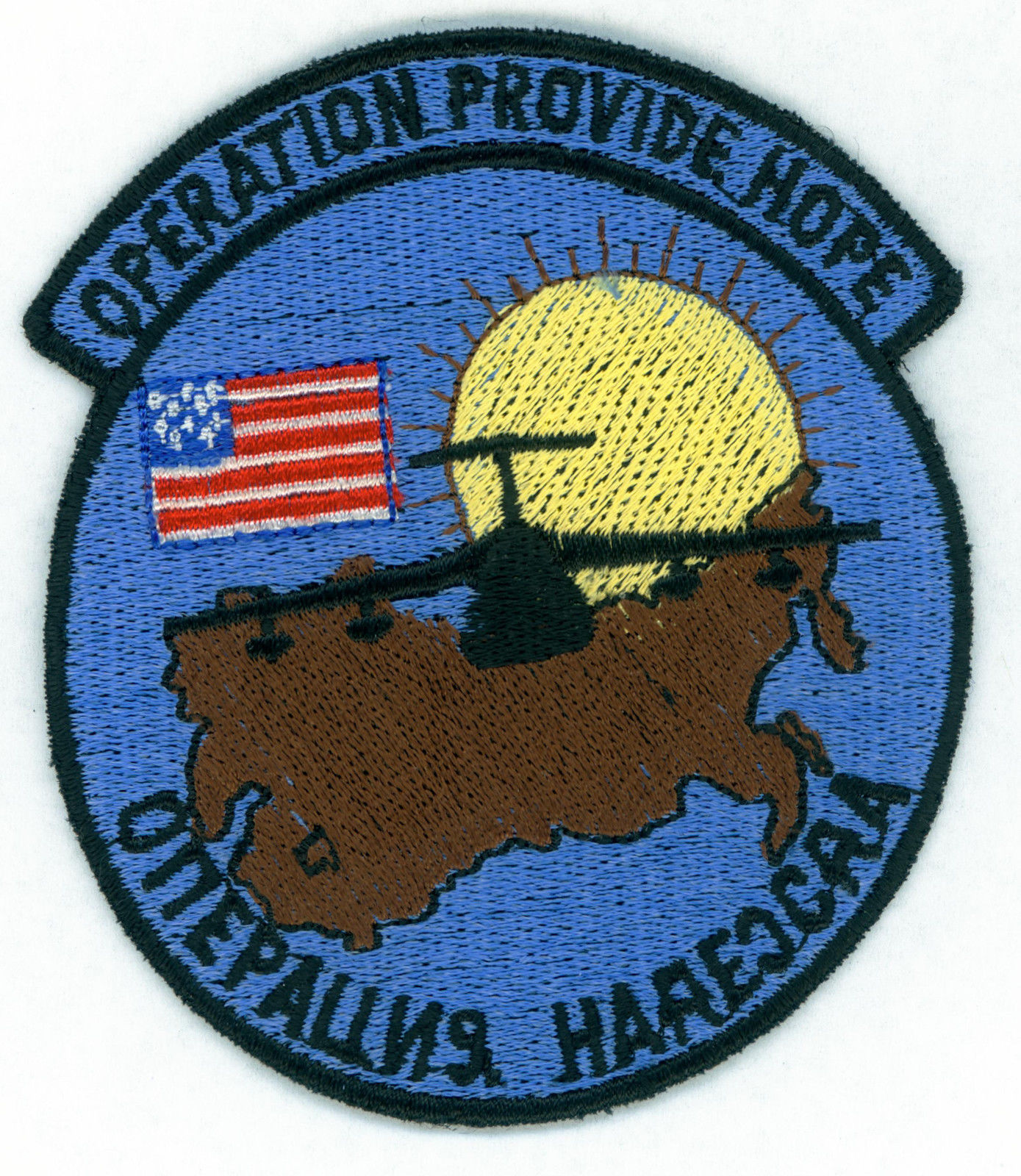
Patch van operatie Provide Hope

Operatie Provide Hope was een humanitaire operatie van de Amerikaanse luchtmacht waarbij medische middelen werden geleverd aan voormalige sovjetrepublieken tijdens de transitieperiode naar kapitalisme. 
De operatie werd aangekondigd door de Amerikaanse minister van Buitenlandse Zaken James Baker op 22-23 januari 1992. De eerste zendingen vonden plaats op 10 februari 1992. Twaalf C-5- en C-141-transportvliegtuigen van de Amerikaanse luchtmacht werden met naar schatting 500 ton aan medische middelen en voedselrantsoenen naar Moskou, Sint-Petersburg, Kiev, Minsk, en Chisinau gevlogen vanuit Duitsland en naar Jerevan, Almaty, Doesjanbe, Asjchabad, Bakoe, Tasjkent, en Bisjkek vanuit Turkije. In totaal werden er over twee weken 65 vluchten uitgevoerd waarmee 2.144 ton aan voedsel en medische middelen naar 24 locaties binnen de Gemenebest van Naties tijdens de beginfase van de operatie. Veel van deze middelen waren over van de voorbereidingen van de Golfoorlog.
Kleine teams van Amerikaans personeel van verschillende overheidsinstanties (On-Site Inspection Agency, USAID en USDA) werden kort voor de leveringen op elke bestemming geplaatst om te coördineren met lokale instanties en om de zo goed mogelijk te monitoren dat de middelen bij de beoogde ontvangers zouden eindigen.
Hierop volgde fase 2 van de operatie waarin steun aan de voormalige sovjetrepublieken werd voortgezet. Voedsel en medische middelen werden over land, zee en via de lucht verscheept vanuit Europa. In totaal werden er zo'n 22.680 ton aan voedsel en medicijnen naar 33 steden van de voormalige Sovjet-Unie gestuurd. Het laatste stadium van de operatie bestond uit het bouwen van ziekenhuizen en het opleiden van medisch personeel door de voormalige Sovjet-Unie. In september 1994 kwam de operatie tot een eind.